# Resolució 2309 del Consell de Seguretat de les Nacions Unides
La Resolució 2309 del Consell de Seguretat de les Nacions Unides fou adoptada per unanimitat el 22 de setembre de 2016. El Consell demana als països que protegeixin millor els seus aeroports sota les directrius de l'Organització d'Aviació Civil Internacional (OACI), i que aquestes directrius s'adaptin contínuament a les amenaces en constant evolució que emanen del terrorisme. A més, també demana treballar més estretament per controlar als combatents estrangers.

## Context
Abans de la votació el secretari general de l'OACI Fang Liu va recordar els atemptats de Brussel·les de març de 2016 i l'atemptat a l'Aeroport d'Istanbul del 28 de juny de 2016, que havien posat en relleu no sols problemes relacionats amb la seguretat als aeroports, sinó també la resiliència del sector de l'aviació.
Anteriorment, també es van produir atacs contra el Vol 9268 de Metrojet l'octubre de 2015 i el vol 159 de Daallo Airlines el febrer de 2016.
El Secretari de Seguretat Nacional dels EUA Jeh Johnson va dir que el seu país havia creat un organisme després dels atemptats de l'11 de setembre de 2001 per millorar la seguretat aèria, l'Administració de Seguretat en el Transport (TSA). El país havia promogut constantment la seguretat, inclosos agents en vols als Estats Units i gossos detectors d'explosius. Va encoratjar a altres països a fer el mateix. Els Estats Units volien més agents en vols internacionals al seu país.
El canceller de Malàisia, Dada Sri Anifah Aman va recordar les tragèdies recents que l'aerolínia ha hagut de fer front al seu país, en particular les del vol 370 de Malaysia Airlines i MH17, i va destacar la importància arran d'això de l'experiència i assistència estrangeres immediates en la investigació de les causes. El país havia adoptat noves mesures de seguretat i millorava l'intercanvi d'informació.
També el ministre d'Afers Exteriors d'Ucraïna, Pavlo Klimkin, es va referir al vol MH17, i va dir que l'est del seu país havia de fer front al terrorisme terrorisme. Sentia que s'hauria de proporcionar més control, entre altres coses, amb coets portàtils. També va dir que des de la crisi de Crimea Rússia s'ha ocupat de la gestió de l'espai aeri assignat a Ucraïna. El representant Rússia a l'ONU va respondre que la pròpia Ucraïna podria ser responsable de la catàstrofe del vol MH17 per la mala gestió del seu propi espai aeri, i va afegir que el seu país estava en millors condicions per assumir el control del trànsit aeri sobre Crimea i el mar Negre.

## Contingut
El Consell va assenyalar que s'havia registrat un augment en el nombre d'actes terroristes arreu del món. L'aviació millorava el transport i el comerç, els vincles polítics i culturals entre països, i es considerava vital per a la prosperitat. Per això, era important considerar la seguretat de l'aviació i, per tant, que els països prenguessin mesures per augmentar la seva seguretat. L'OACI era l'organització de les Nacions Unides que elaborava estàndards de seguretat. L'organització tenia previst desenvolupar un pla de seguretat global.
Atès que la indústria aeronàutica es produïa a escala mundial, els països també havien de poder confiar en els sistemes de seguretat dels altres. Pel que fa als terroristes, l'aviació civil continuava sent un objectiu atractiu i buscaven activament els mitjans per evitar la seguretat i explotar les debilitats. A més els terroristes la utilitzaven per moure's. Ja en 1944 es van acordar mesures contra aquest en la Convenció sobre Aviació Civil Internacional.
Es va demanar específicament als països:
- Configurar controls i seguretat adequats als seus aeroports per detectar i prevenir atacs terroristes, i també ajustar-los regularment a les amenaces en constant evolució.
- Assegurar-se que aquestes mesures també s'apliquen eficaçment proporcionant els mitjans necessaris i organitzant el seguiment.
- En fer-ho, tenir en compte el possible aper de persones amb accés a llocs o informació que puguin ajudar els terroristes.
- Resoldre les debilitats en seguretat amb urgència.
- Ús màxim de noves tecnologies i mètodes per detectar, entre altres coses, explosius.
- Compartir informació sobre amenaces, perills i debilitats, col·laborar en mesures específiques o treballar conjuntament per garantir vols entre dos països.
- Sol·licitar les llistes de passatgers de manera anticipada per comprovar si hi ha persones en una llista de sancions de l'ONU.

També es va demanar als països que hi estaven en posició que ajudessin a altres països a enfortir les seves capacitats, assistència tècnica i tecnologia. També es va demanar a tots els països que reforcessin la cooperació internacional sobre l'intercanvi d'informació, el control de fronteres, l'aplicació de la llei i la justícia en la lluita contra els combatents estrangers que retornaven.
També es va instar a la OACI i a la Direcció Executiva del Comitè contra el Terrorisme a cooperar encara més en la recerca de punts febles en la seguretat de l'aviació.